# Gran Premi de les Amèriques
El Gran Premi de les Amèriques fou una carrera ciclista professional d'un sol dia que es disputà entre 1988 i 1992 a Mont-real, al Canadà.
Va pertànyer a la Copa del Món de ciclisme, organitzada per la Unió Ciclista Internacional.

## Palmarès
| Any  | Vencedor         | Segon            | Tercer         |
| ---- | ---------------- | ---------------- | -------------- |
| 1988 | Steve Bauer      | Massimo Ghirotto | Gilles Delion  |
| 1989 | Jörg Müller      | Yvon Madiot      | Charly Mottet  |
| 1990 | Franco Ballerini | Thomas Wegmüller | Sammie Moreels |
| 1991 | Eric van Lancker | Steven Rooks     | Martin Earley  |
| 1992 | Federico Etxabe  | Davide Cassani   | Luc Leblanc    |

## Palmarès por països
| País    | Victòries |
| ------- | --------- |
| Canadà  | 1         |
| Suïssa  | 1         |
| Itàlia  | 1         |
| Bèlgica | 1         |
| Espanya | 1         |